# Síndrome de microdeleción 3q27.3
El síndrome de microdeleción 3q27.3 es un trastorno genético recientemente descubierto, causado por una deleción o supresión de la región q27.3 en el cromosoma 3, y que se caracteriza por discapacidades intelectuales desde leves hasta severas, cuerpo marfanoide, y dismorfismos fáciles.

## Signos y síntomas
Las personas con 3q27.3- suelen tener los siguientes síntomas: cuerpo marfanoide, dismorfismos faciales, aracnodactilia, pectus excavatum, trastornos neuropsicológicos del espectro distímico y psicótico., y problemas de la comunicación y lenguaje.

## Causas
Este trastorno es causado por una falta de la región q27.3 en el cromosoma 3, de los cuales, está mutación puede ser esporádica (de novo), que quiere decir que ninguno de los padres poseen la mutación, y hereditaria, que quiere decir que se heredó de uno de los padres.
En el último caso, la mutación se hereda en un patrón autosómico dominante

## Epidemiología
Se han reportado 5 casos en 7 familias globalmente.